# 自由不是免费的

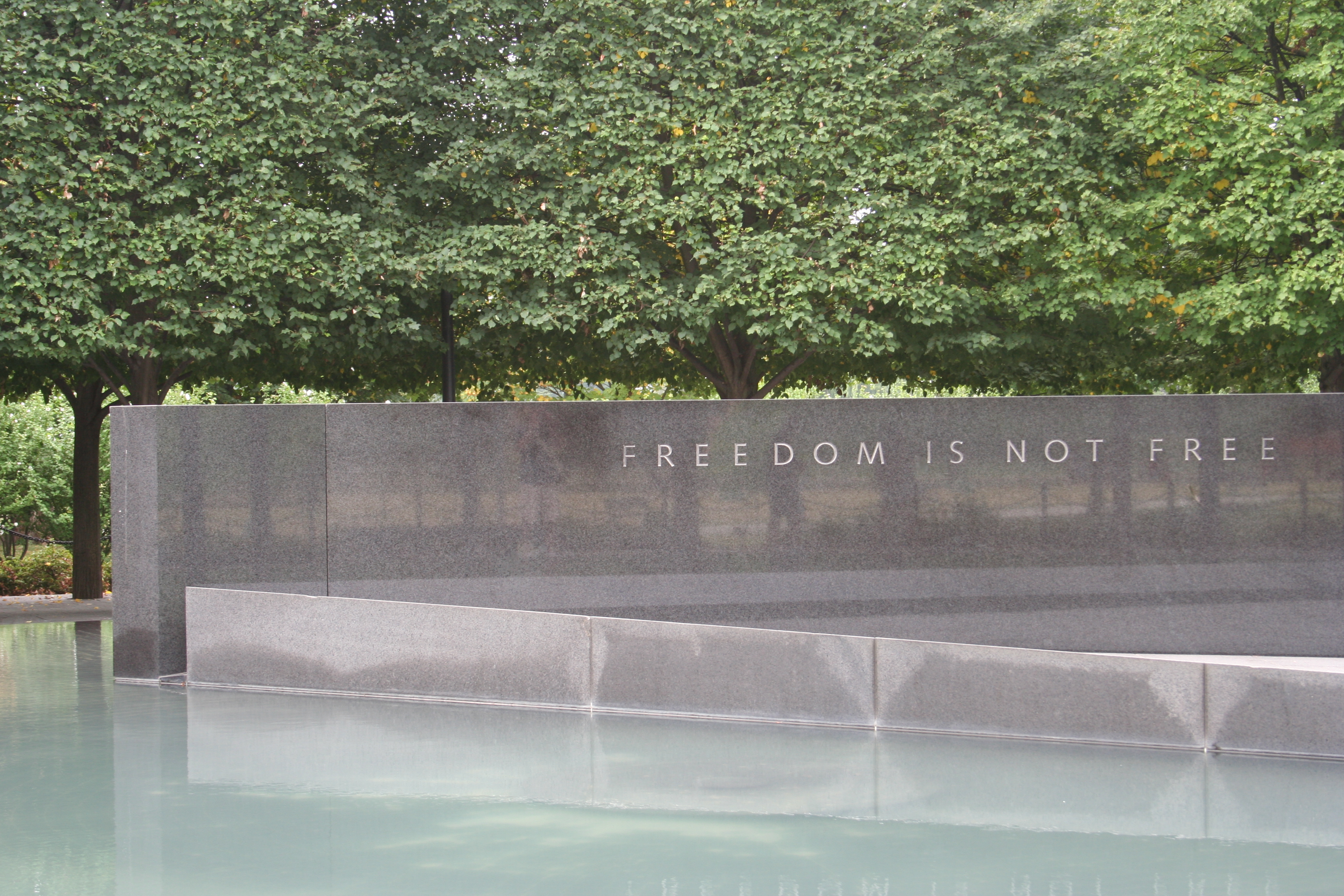
华盛顿特区朝鲜战争老兵纪念碑上刻有“自由不是免费的”

自由不是免费的（英語：Freedom is not free）是美国习语，用于描述危机时期的牺牲，在美国被广泛用于表达对军队捍卫自由的感激之情。

## 历史
这句格言旨在表达对军人服务人民的感激之情，指出当今民主国家人民享有的自由完全归功于军人所承担的风险和做出的牺牲，表达了对那些为捍卫我们的自由而献出生命的人们的敬意。据称，这句话出自新墨西哥州罗斯威尔新墨西哥军事学院的沃尔特·希区柯克上校。 此外这句话还被镌刻在华盛顿特区的朝鲜战争老兵纪念碑上，印有这句话的墙环绕着倒影池。
这一短语更广泛地用于描述美国人对九一一袭击事件的反应：“……在袭击之后，我们的城市、国家以及世界各地的人们团结一致……”无论保守派还是自由派，皆用这一说法来表述这场悲剧，以及美国人民和军队在九一一事件后的牺牲。作为“必须透過牺牲以打击恐怖主义”理念的延伸，美国通过了《爱国者法案》，赋予政府对普通公民生活进行大规模监控的权限。该法案如今成为一个颇具争议的话题，有人认为它对打击持续不断的恐怖主义至关重要，也有人认为它是对联邦政府权力的无谓扩张。

## 流行文化
《自由不是免费的》是特雷·帕克为2004年电影《美国战队：世界警察》创作的歌曲，也是一支由“与人民同行”合唱团录制的歌曲名称。在2023年纽约州西点军校的毕业典礼上，该届学员将“自由不是免费的”定为座右铭。有学员表示，“这解释了我们很多人来到这里的原因，自由实际上并非免费的。我知道我身边的大多数人来到这里是为了带领士兵奔赴战场为美国而战。有时候战斗是需要付出代价的，这就是为什么它并非免费的，我认为这引起了很多人的共鸣。”格言由学员在基础训练期间通过投票选出，并在学年结束时揭晓印有格言的班徽。每位学员在西点军校最后一学年伊始都将获得一枚侧面镌刻上述文字的戒指，并终身佩戴。